# USS Lexington (CV-16)
USS Lexington (CV/CVA/CVS/CVT/AVT-16), tên lóng "The Blue Ghost", là một trong số 24 tàu sân bay thuộc lớp Essex được chế tạo cho Hải quân Hoa Kỳ trong Thế Chiến II. Nó là chiếc tàu chiến thứ năm của Hải quân Mỹ mang cái tên này nhằm tôn vinh trận Lexington trong cuộc Chiến tranh giành độc lập Hoa Kỳ. Ban đầu được đặt tên là Cabot, nó được đổi tên trong khi được chế tạo để tưởng niệm chiếc Lexington (CV-2), bị mất trong trận chiến biển Coral vào tháng 5 năm 1942.
Lexington được đưa vào hoạt động từ tháng 2 năm 1943 và đã phục vụ trong nhiều chiến dịch tại Mặt trận Thái Bình Dương, được tặng thưởng danh hiệu Đơn vị Tuyên dương Tổng thống cùng mười một Ngôi sao Chiến trận. Giống như nhiều chiếc tàu chị em, Lexington được cho ngừng hoạt động không lâu sau khi chiến tranh kết thúc, nhưng được cho hiện đại hóa và tái hoạt động vào đầu những năm 1950, được xếp lại lớp thành một tàu sân bay tấn công CVA, rồi thành một tàu sân bay chống tàu ngầm CVS. Trong lượt hoạt động thứ hai này, nó hoạt động trên cả khu vực Đại Tây Dương/Địa Trung Hải lẫn Thái Bình Dương, nhưng trải qua hầu hết thời gian gần 30 năm tại bờ Đông Hoa Kỳ trong nhiệm vụ huấn luyện như một tàu sân bay huấn luyện CVT.
Lexington được cho ngừng hoạt động vào năm 1991, là chiếc tàu ở lại phục vụ lâu hơn mọi con tàu khác trong lớp Essex, và được trao tặng như một tàu bảo tàng tại Corpus Christi, Texas. Lexington được công nhận là một Di tích Lịch sử Quốc gia vào năm 2003.

## Thiết kế và chế tạo
Con tàu được đặt lườn dưới tên gọi Cabot vào ngày 15 tháng 7 năm 1941 bởi hãng Bethlehem Steel Co tại Quincy, Massachusetts, được đổi tên thành Lexington vào ngày 16 tháng 6 năm 1942, và được hạ thủy vào ngày 23 tháng 9 năm 1942, được đỡ đầu bởi bà Theodore Douglas Robinson. Lexington được đưa vào hoạt động ngày 17 tháng 2 năm 1943 dưới quyền chỉ huy của hạm trưởng, Đại tá Hải quân Felix Stump.

## Lịch sử hoạt động

### Thế Chiến II
Sau khi chạy thử máy tại vùng biển Caribbe và hiệu chỉnh trong xưởng tàu ở Boston, Lexington khởi hành đi sang Thái Bình Dương ngang qua kênh đào Panama, và đến Trân Châu Cảng vào ngày 9 tháng 8 năm 1943. Nó tung ra các cuộc không kích nhắm vào Tarawa vào cuối tháng 9 và đảo Wake vào tháng 10, rồi quay về Trân Châu Cảng nhằm chuẩn bị cho Chiến dịch quần đảo Gilbert. Từ ngày 19 đến ngày 24 tháng 11 nó thực hiện các phi vụ trinh sát và chiến đấu tại khu vực quần đảo Marshall và hỗ trợ cho cuộc đổ bộ lên quần đảo Gilbert. Phi công của nó đã bắn rơi 29 máy bay đối phương từ ngày 23 đến ngày 24 tháng 11 năm 1943.
Lexington lên đường thực hiện cuộc không kích lên đảo Kwajalein vào ngày 4 tháng 12 năm 1943. Đợt không kích buổi sáng đã đánh chìm một tàu hàng, gây hư hại hai tàu tuần dương đồng thời bắn rơi được 30 máy bay đối phương. Các xạ thủ trên tàu cũng bắn rơi hai máy bay ném ngư lôi đối phương đến tấn công vào giữa ngày. Tuy nhiên họ nhận được chỉ thị không được nổ súng vào ban đêm, vì vị đô đốc chỉ huy lúc đó cho rằng việc nổ súng sẽ làm lộ vị trí của họ (ông bị cách chức sau đó). Lúc 19 giờ 20 phút đêm hôm đó, một cuộc không kích lớn diễn ra trong khi lực lượng đặc nhiệm đang trên đường đi ngoài khơi Kwajalein. Lúc 23 giờ 22 phút, pháo sáng thả dù từ máy bay Nhật soi rõ chiếc tàu sân bay, và 10 phút sau nó bị một ngư lôi đánh trúng bên mạn phải, phá hỏng bánh lái và làm chín người thiệt mạng. Bị ngập 1,5 m (4,9 ft) về phía đuôi, chiếc tàu sân bay bắt đầu xoay vòng bên mạn trái giữa đám khói tuôn ra đen kịt từ các bồn chứa phía sau đuôi bị vỡ. Để giữ được độ kín nước, các đội kiểm soát hư hỏng được lệnh khóa chặt các ngăn bị hư hại bằng cách hàn các tấm thép lớn và dày ở những nơi cần thiết. Một bộ bánh lái tạm thời hoạt động bằng tay được nhanh chóng đặt ra, và Lexington phải rút lui về Trân Châu Cảng ngày 9 tháng 12 để được sửa chữa khẩn cấp. Nó quay về Bremerton, Washington vào ngày 22 tháng 12 để được sửa chữa toàn diện. Sai lầm trong việc nhận định về nổ súng vào ban đêm không bao giờ bị lặp lại, khi các xạ thủ được chỉ thị phải nổ súng đánh trả khi bị tấn công vào bất kỳ lúc nào. Các khẩu pháo phòng không Bofors 40 mm "Quads" (bốn nòng) từ lúc đó trở nên rất hiệu quả; trong khi "Blue Ghost" (bóng ma xanh), tên lóng của Lexington, được phát thanh viên Bông Hồng Tokyo của Nhật Bản cho là đã bị đánh chìm dưới làn nước xanh đại dương, điều mà cô ta sẽ còn lặp đi lặp lại nhiều lần sau đó.

#### 1944
Công việc sửa chữa hoàn tất vào ngày 20 tháng 2 năm 1944, và Lexington lên đường, đi ngang qua Alameda, California, và Trân Châu Cảng để đến Majuro, nơi Chuẩn Đô đốc Marc Mitscher, tư lệnh Lực lượng Đặc nhiệm 58 chọn chiếc tàu sân bay làm soái hạm vào ngày 8 tháng 3 năm 1944. Sau một đợt tấn công tập dợt xuống Mille, Lực lượng Đặc nhiệm 58 tập trung tấn công các trung tâm đề kháng chủ yếu ở ngoại vi Đế quốc Nhật Bản, hỗ trợ cho cuộc đổ bộ của Lục quân lên Hollandia (hiện nay là Jayapura) vào ngày 13 tháng 4, và đột kích vào căn cứ Truk vốn được xem là bất khả xâm phạm đối với Nhật Bản vào ngày 28 tháng 4. Cho dù bị phản công ác liệt, Lexington vẫn an toàn vô sự trong khi máy bay của nó đã bắn rơi được 17 máy bay đối phương; nhưng bộ máy tuyên truyền của Nhật Bản lần thứ hai tuyên bố nó đã bị đánh chìm.
Một đợt tấn công bất ngờ xuống Saipan vào ngày 11 tháng 6 đã hầu như vô hiệu hóa toàn bộ sức kháng cự về không quân trên hòn đảo này, vốn được tiếp tục trong năm ngày tiếp theo sau. Vào ngày 16 tháng 6, Lexington đánh trả một đợt tấn công ác liệt bởi máy bay ném ngư lôi Nhật Bản đặt căn cứ tại Guam, một lần nữa thoát ra mà không bị hư hại, nhưng bị "đánh chìm" lần thứ ba theo thông báo tuyên truyền của Nhật Bản. Trong cuộc phản công của Nhật Bản nhắm vào Chiến dịch Mariana, dưới tên gọi Trận chiến biển Philippine, trong các ngày 19 và 20 tháng 6, Lexington đóng một vai trò chủ yếu trong chiến thắng to lớn của Lực lượng Đặc nhiệm 58 trong trận chiến mang tên lóng "cuộc săn vịt trời Mariana vĩ đại". Với hơn 300 máy bay đối phương bị phá hủy trong ngày thứ nhất, rồi một tàu sân bay, một tàu chở dầu và một tàu khu trục bị đánh chìm trong ngày thứ hai, các phi công Hải quân Mỹ trong thực tế đã loại trừ được không lực của Hải quân Nhật ra khỏi cuộc chiến; vì mất theo những máy bay này là những phi công ưu tú được huấn luyện kỹ và có kinh nghiệm mà Nhật Bản không thể nào bù đắp được.
Sử dụng Eniwetok làm căn cứ, Lexington thực hiện các cuộc không kích đến Guam, Palau và Bonin trong tháng 8. Nó đi đến Carolina ngày 7 tháng 9 thực hiện đợt không kích kéo dài ba ngày xuống Yap và Ulithi, rồi tiếp tục tấn công vào Mindanao, Visayas, khu vực Manila và những tàu bè dọc theo bờ biển phía Tây đảo Luzon nhằm chuẩn bị cho cuộc đổ bộ lên đảo Leyte. Sau đó lực lượng đặc nhiệm tấn công vào Okinawa ngày 10 tháng 10 rồi nhắm vào Đài Loan hai ngày sau đó để phá hủy các căn cứ mà từ đó có thể tung ra sự phản công lại chiến dịch đổ bộ lên Philippines. Một lần nữa nó lại bình an sau khi trải qua các cuộc đối đầu không chiến tại Đài Loan sau các đợt không kích.
Giờ đây hỗ trợ cho việc đổ bộ lên đảo Leyte, máy bay của Lexington ghi được những chiến công quan trọng trong trận chiến vịnh Leyte, một chiến thắng đỉnh cao của Hoa Kỳ trước Đế quốc Nhật Bản. Trong khi chiếc tàu sân bay chịu đựng sự tấn công liên tục của đối phương trong trận chiến mà chiếc[tàu sân bay hạng nhẹ Princeton (CVL-23) bị đánh chìm, máy bay của nó góp công vào việc đánh chìm chiếc thiết giáp hạm Musashi và đánh trúng ba tàu tuần dương trong ngày 24 tháng 10. Ngày hôm sau, họ đã đánh chìm tàu sân bay Zuikaku, và hợp cùng với máy bay của tàu sân bay Essex (CV-9) đánh chìm tàu sân bay hạng nhẹ Chitose, rồi sau đó họ còn giúp vào việc đánh chìm chiếc Zuihō. Khi truy đuổi tàn quân Nhật đang rút lui, máy bay của nó còn đánh chìm tàu tuần dương Nachi bằng bốn quả ngư lôi vào ngày 5 tháng 11 ngoài khơi Luzon.
Cuối ngày hôm đó, Lexington nếm mùi tấn công cảm tử kamikaze khi một máy bay Nhật đang bốc cháy đâm xuống sàn tàu gần đảo cấu trúc thượng tầng, phá hủy gần hết tháp chỉ huy và khiến các đám cháy bộc phát khắp nơi. Trong vòng 20 phút, các đám cháy chính đã có thể kiểm soát được, và nó lại có thể tiếp tục các hoạt động không quân, trong khi các xạ thủ trên tàu bắn rơi được một máy bay có thể là kamikaze đang nhào đến chiếc tàu sân bay Ticonderoga (CV-14). Vào ngày 9 tháng 11, Lexington về đến Ulithi để được sửa chữa các hư hỏng trong chiến đấu, trong khi một lần nữa Tokyo lại loan tin nó đã bị đánh chìm dưới đại dương xanh thẳm. Các thiệt hại được đánh giá là nhẹ cho dù có những hư hỏng đối với đảo cấu trúc thượng tầng.

#### 1945
Được chọn là soái hạm của Đội đặc nhiệm 58.2 vào ngày 11 tháng 12, Lexington tiến hành không kích các sân bay tại Luzon và Đài Loan trong 9 ngày đầu tiên của tháng 1 năm 1945 mà không gặp phải sự kháng cự đáng kể nào của đối phương. Sau đó lực lượng đặc nhiệm tiến vào Biển Đông để tấn công tàu bè đối phương và các căn cứ không quân. Các cuộc tấn công được tung ra nhắm vào Sài Gòn và vịnh Cam Ranh tại Đông Dương thuộc Pháp, Hong Kong, quần đảo Bành Hồ và Đài Loan. Máy bay của lực lượng đặc nhiệm đã đánh chìm bốn tàu buôn và bốn tàu hộ tống thuộc một đoàn tàu vận tải, và ít nhất 12 tàu thuộc một đoàn tàu khác tại vịnh Cam Ranh vào ngày 12 tháng 1. Rời biển Đông vào giữa tháng 1, Lexington di chuyển lên phía Bắc để tiếp tục không kích Đài Loan một lần nữa vào ngày 21 tháng 1 và Okinawa vào ngày 22 tháng 1.
Sau khi được tiếp liệu tại Ulithi, Đội đặc nhiệm 58.2 khởi hành vào ngày 10 tháng 2 để tấn công các sân bay quanh khu vực Tokyo vào ngày 16 tháng 2 , và vào ngày 17 tháng 2 để vô hiệu hóa sự kháng cự trong cuộc đổ bộ lên Iwo Jima vào ngày 19 tháng 2. Lexington thực hiện các phi vụ hỗ trợ gần mặt đất cho lực lượng tấn công từ ngày 19 đến ngày 22 tháng 2, sau đó nó lên đường thực hiện các cuộc không kích khác lên các đảo chính quốc Nhật Bản và xuống Nansei Shoto trước khi quay về để đại tu tại xưởng hải quân Puget Sound.
Lexington trở lại khu vực chiến trường vào ngày 22 tháng 5, đi ngang qua Alameda và Trân Châu Cảng để đi đến vịnh San Pedro, Leyte, nơi nó gia nhập lực lượng đặc nhiệm của Chuẩn Đô đốc Thomas L. Sprague thực hiện lượt không kích cuối cùng xuống các hòn đảo chính quốc Nhật Bản từ tháng 7 đến ngày 15 tháng 8. Trong giai đoạn này, máy bay của nó tung ra các  cuộc không kích vào các sân bay tại Honshū và Hokkaidō, các căn cứ hải quân Yokosuka và Kure để tiêu diệt những gì còn sót lại của hạm đội Nhật Bản. Nó cũng thực hiện các phi vụ ném bom xuống các mục tiêu công nghiệp tại khu vực Tokyo. Những máy bay thực hiện phi vụ không kích cuối cùng của nó vào ngày 15 tháng 8 đã được lệnh cắt bỏ bom xuống biển và quay trở về tàu sau khi nghe được tin Nhật Bản chấp nhận đầu hàng.
Sau khi các hoạt động xung đột kết thúc, Lexington tiếp tục thực hiện các phi vụ tuần tra cảnh giác bên trên Nhật Bản, và thả đồ tiếp liệu cho các trại tập trung tù binh chiến tranh Đồng Minh trên đảo Honshū. Nó đã hỗ trợ cho cuộc chiếm đóng Nhật Bản cho đến khi rời vịnh Tokyo vào ngày 3 tháng 12 cùng với các cựu quân nhân hồi hương trên tàu, vận chuyển họ về San Francisco, và đến nơi vào ngày 16 tháng 12.

### Sau chiến tranh
Sau các hoạt động thường xuyên dọc theo bờ Tây Hoa Kỳ, Lexington được cho xuất biên chế tại Bremerton, Washington vào ngày 23 tháng 4 năm 1947 và gia nhập Hạm đội Dự bị Thái Bình Dương tại đây. Được xếp lại lớp thành một tàu sân bay tấn công ký hiệu CVA-16 vào ngày 1 tháng 10 năm 1952, nó bắt đầu được cải biến và hiện đại hóa theo cả hai chương trình SCB-27C và SCB-125 cùng lúc tại Xưởng hải quân Puget Sound vào ngày 1 tháng 9 năm 1953, được trang bị sàn đáp chéo góc kiểu mới.
Lexington được cho tái hoạt động vào ngày 15 tháng 8 năm 1955 dưới quyền chỉ huy của Đại tá Hải quân A. S. Heyward, Jr.. Được bố trí cảng nhà là San Diego, nó bắt đầu hoạt động tại vùng biển ngoài khơi California cho đến tháng 5 năm 1956, rồi được bố trí một lượt phục vụ kéo dài sáu tháng cùng Đệ Thất hạm đội. Chiếc tàu sân bay đặt căn cứ tại Yokosuka để hoạt động huấn luyện, tập trận, tiến hành các nhiệm vụ tìm kiếm và giải cứu ngoài khơi bờ biển Trung Quốc, và thăm viếng các cảng chính tại Viễn Đông trước khi quay về San Diego vào ngày 20 tháng 12. Sau đó nó tiến hành huấn luyện cùng Liên đội Không lực 12, vốn được bố trí hoạt động cùng với nó trong lượt phục vụ tiếp theo tại Đệ Thất hạm đội. Đi đến cảng Yokosuka vào ngày 1 tháng 6 năm 1957, Lexington đón lên tàu Chuẩn Đô đốc H. D. Riley, Tư lệnh Hải đội Tàu sân bay 1, và trở thành soái hạm của đơn vị này cho đến khi quay trở về San Diego ngày 17 tháng 10.
Sau một đợt đại tu tại Bremerton, công việc huấn luyện ôn tập của nó bị ngắt quãng khi xảy ra vụ khủng hoảng Liban. Vào ngày 14 tháng 7 năm 1958, nó nhận lên tàu Liên đội Không lực 21 tại San Francisco rồi lên đường tăng cường cho Đệ Thất hạm đội ngoài khơi Đài Loan, đi đến vị trí tác chiến vào ngày 7 tháng 8. Sau khi hoàn tất một lượt hoạt động gìn giữ hoà bình của Hải quân Hoa Kỳ thành công, Lexington quay về San Diego ngày 19 tháng 12. Trở thành tàu sân bay đầu tiên mà máy bay được trang bị tên lửa không-đối-đất kiểu mới AGM-12 Bullpup điều khiển từ xa, Lexington rời San Francisco ngày 26 tháng 4 năm 1959 cho một lượt phục vụ nữa cùng Đệ Thất hạm đội . Nó được đặt trong tình trạng báo động khi xảy ra cuộc khủng hoảng tại Lào vào cuối tháng 8 và tháng 9, sau đó tiến hành tập trận cùng lực lượng Anh Quốc trước khi rời Yokosuka ngày 16 tháng 11 quay về San Diego, đến nơi ngày 2 tháng 12 năm 1959. Trong những tháng đầu năm 1960 nó được đại tu tại Xưởng hải quân Puget Sound.

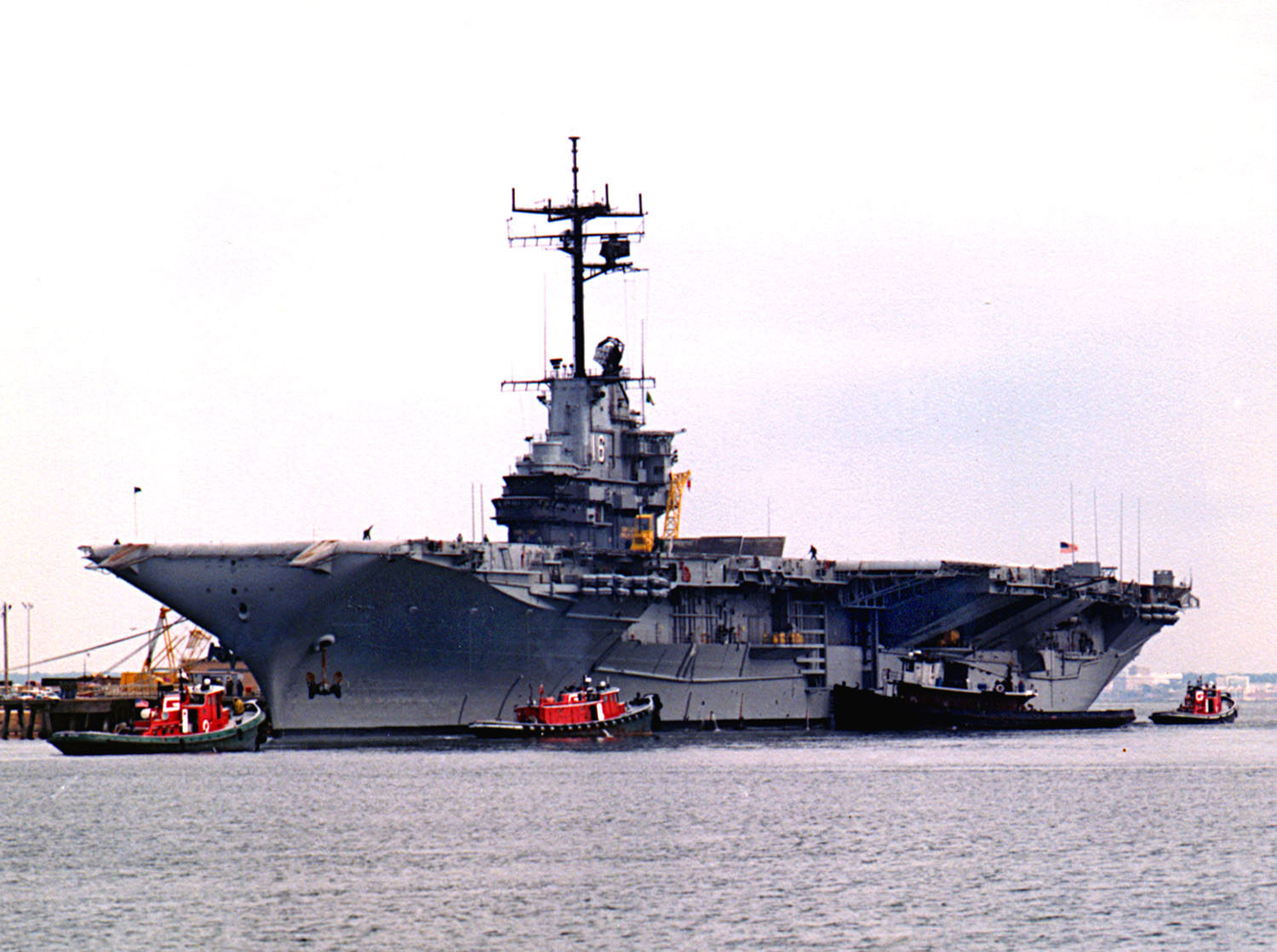
Lexington rời Pensacola hướng ra biển trong một chuyến đi huấn luyện vào năm 1987.

Đợt bố trí tiếp theo của Lexington tại Viễn Đông bắt đầu vào cuối năm 1960 và kéo dài sang năm 1961 do sự căng thẳng gia tăng tại Lào. Quay lại các hoạt động thường xuyên dọc theo bờ Tây Hoa Kỳ, chiếc tàu sân bay nhận được lệnh vào tháng 1 năm 1962 chuẩn bị thay thế cho chiếc tàu sân bay Antietam (CV-36) trong vai trò tàu sân bay huấn luyện tại vịnh México, và nó được xếp lại lớp với ký hiệu mới CVS-16 vào ngày 1 tháng 10 năm 1962. Tuy nhiên, do xảy ra sự kiện Khủng hoảng tên lửa Cuba, Lexington tiếp tục hoạt động như một tàu sân bay tấn công, và mãi đến ngày 29 tháng 12 năm 1962 nó mới thay phiên cho chiếc Antietam tại Pensacola, Florida.
Cho đến năm 1969, Lexington hoạt động tại khu vực ngoài khơi cảng nhà mới của nó là Pensacola, cũng như tại Corpus Christi và New Orleans, chuẩn nhận các học viên phi công và duy trì trình độ huấn luyện cao cho cả lực lượng thường trực chiến đấu lẫn lực lượng phi công dự bị. Công việc của nó càng trở nên có ý nghĩa khi nó chuẩn bị nhân sự cần thiết cho hoạt động của Hải quân và Thủy quân Lục chiến tại Việt Nam, nơi không lực hải quân đóng một vai trò chủ lực. Lexington đánh dấu lần hạ cánh thứ 200.000 trên tàu vào ngày 17 tháng 10 năm 1967, và được xếp lại lớp là một tàu sân bay huấn luyện ký hiệu CVT-16 vào ngày 1 tháng 1 năm 1969.

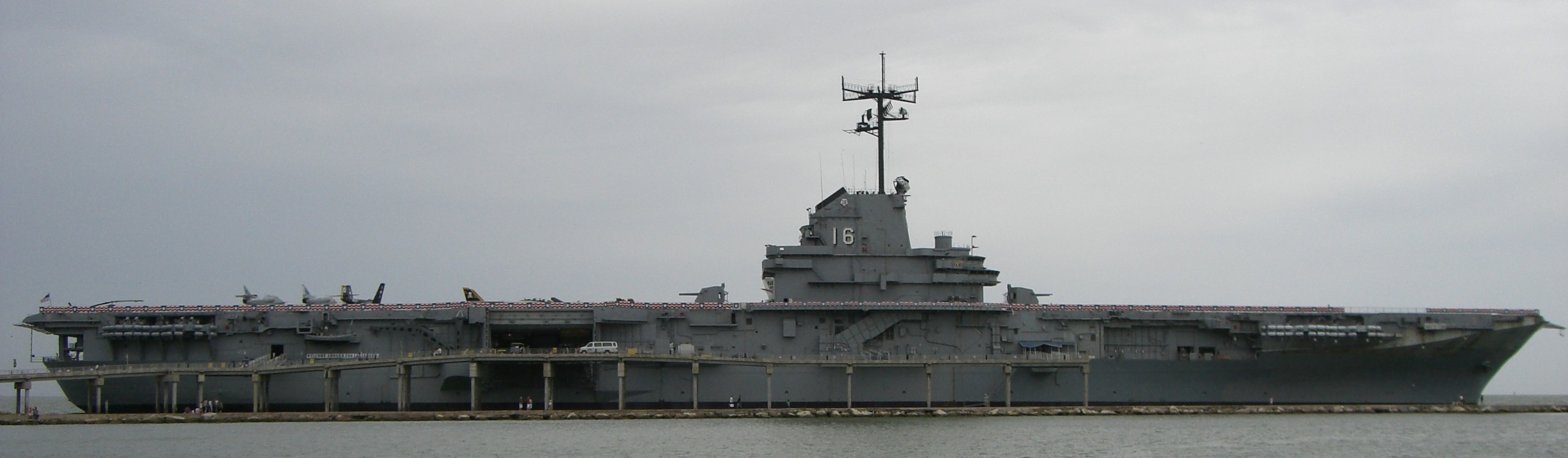
Lexington như một tàu bảo tàng, Corpus Christi, Texas, tháng 7 năm 2008

Nó tiếp tục hoạt động như một tàu sân bay huấn luyện trong 22 năm tiếp theo sau, cho đến khi được cho ngừng hoạt động vào ngày 8 tháng 11 năm 1991. Nó là chiếc tàu sân bay cuối cùng trong lớp Essex hoạt động và là chiếc tàu sân bay với sàn đáp bằng gỗ cuối cùng phục vụ cho Hải quân Mỹ. Vào ngày 15 tháng 6 năm 1992, con tàu được trao tặng như một bảo tàng và hiện nay đang hoạt động như là Bảo tàng USS Lexington tại tọa độ 27°48′54″B 97°23′17″T / 27,815°B 97,38806°T, địa chỉ 2914 North Shoreline Blvd, Corpus Christi, Texas. Một rạp chiếu bóng MEGAtheater (tương tự như IMAX) được bổ sung thêm tại vị trí thang nâng phía trước. Lexington được công nhận là một Địa điểm Lịch sử Quốc gia vào năm 2003. Con tàu được duy trì bảo quản trong tình trạng tốt, và các khu vực bị giới hạn trước đây được dần dần mở ra cho công chúng tham quan trong những năm gần đây. Khu vực được mở gần đây nhất là phòng máy phóng.
Các khẩu pháo thời Đệ Nhị Thế Chiến cũng được phục hồi một phần, sử dụng các khẩu pháo tháo ra từ những con tàu cũ bị tháo dỡ. Đáng kể trong số chúng là hai tháp pháo nòng đôi 127 mm (5 inch)/38 DP được giữ lại trong quá trình tháo dỡ chiếc tàu tuần dương hạng nặng Newport News (CA-148). Chúng được bố trí lại tại các vị trí lân cận nơi mà các tháp pháo như vậy từng hiện hữu, như một phần của chương trình phục hồi con tàu về trạng thái nguyên thủy thời Thế Chiến II.

## Những hình ảnh

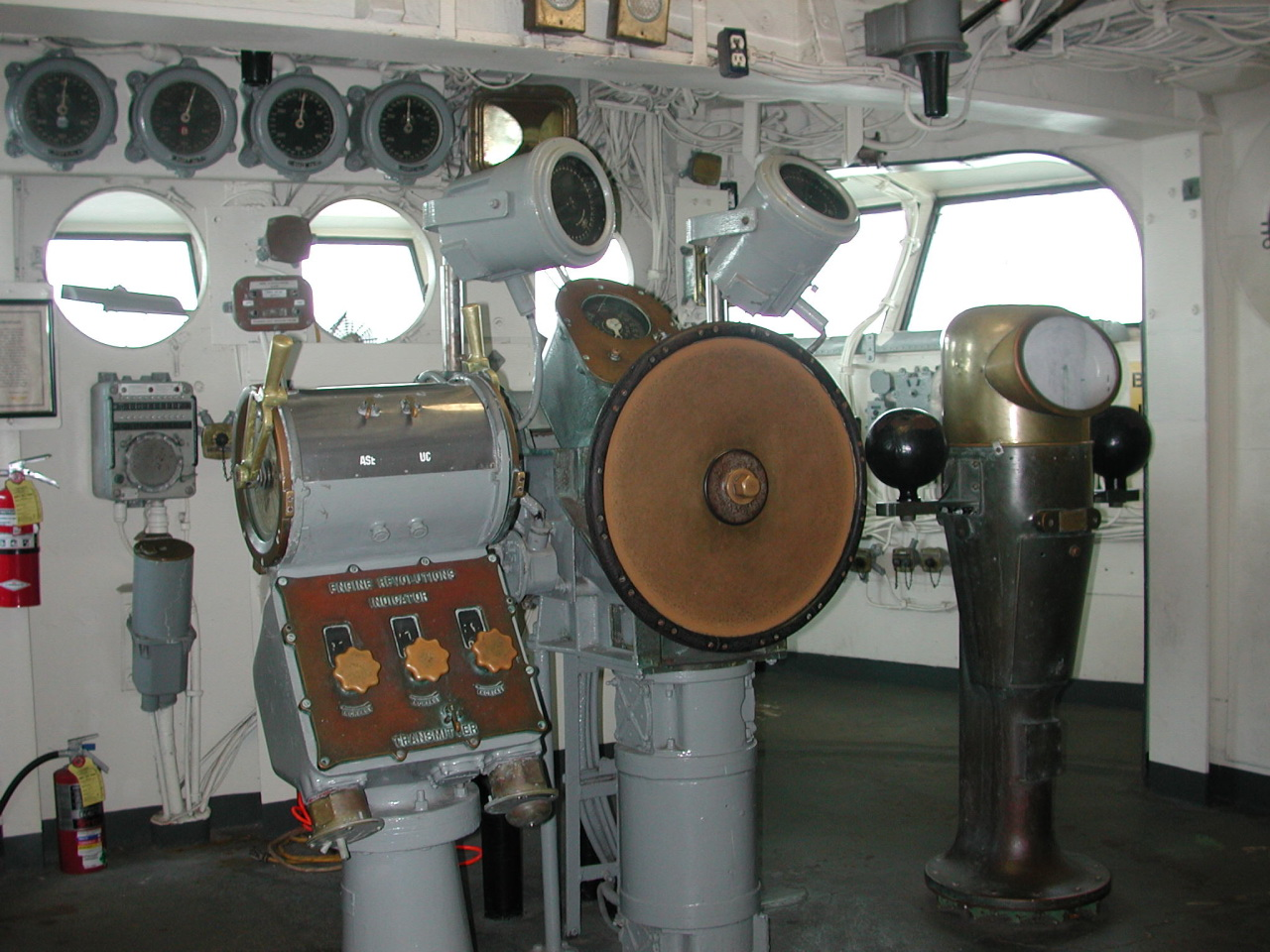
Cầu tàu
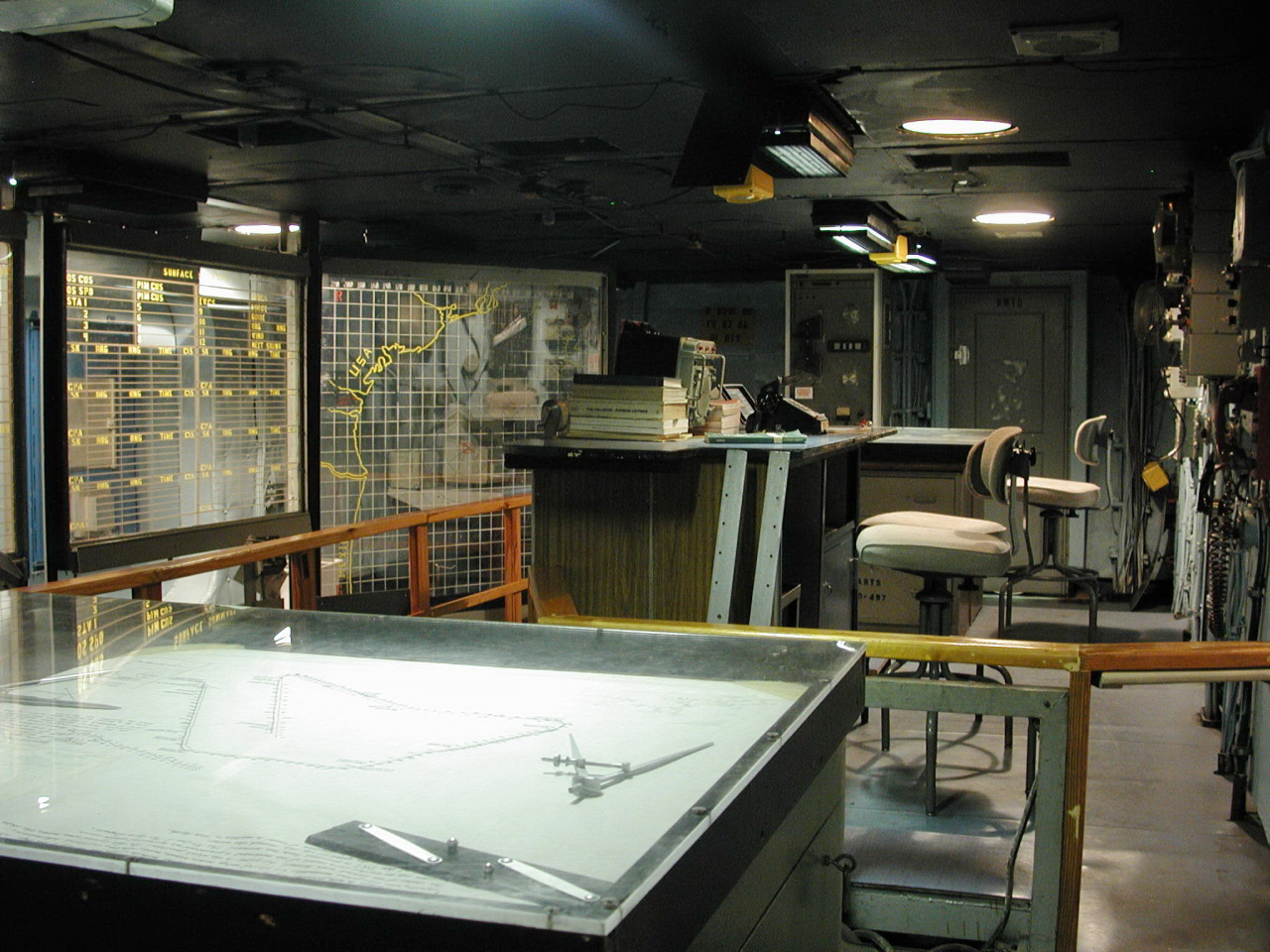
Trung tâm Thông tin Hành quân
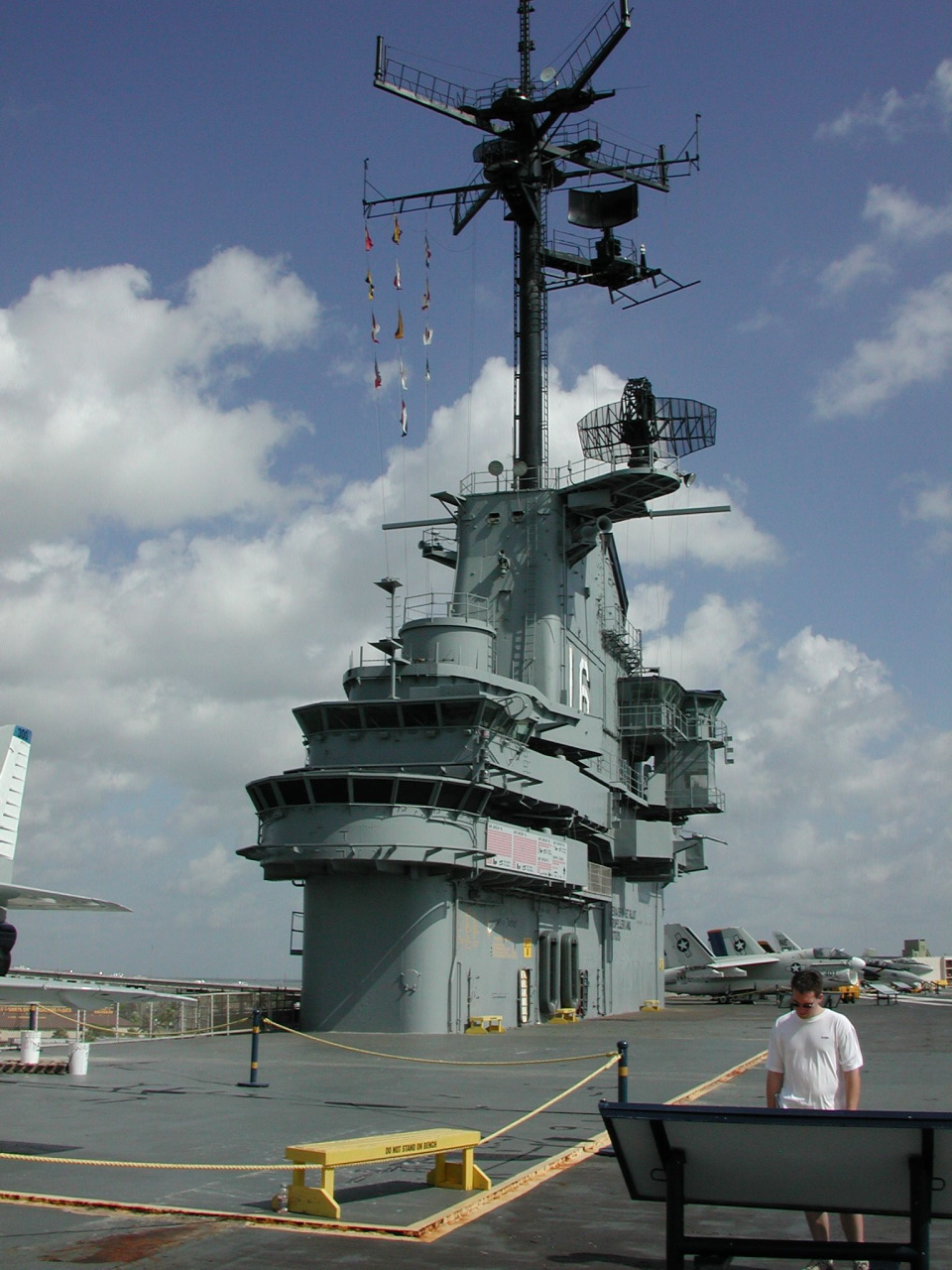
Đảo cấu trúc thượng tầng
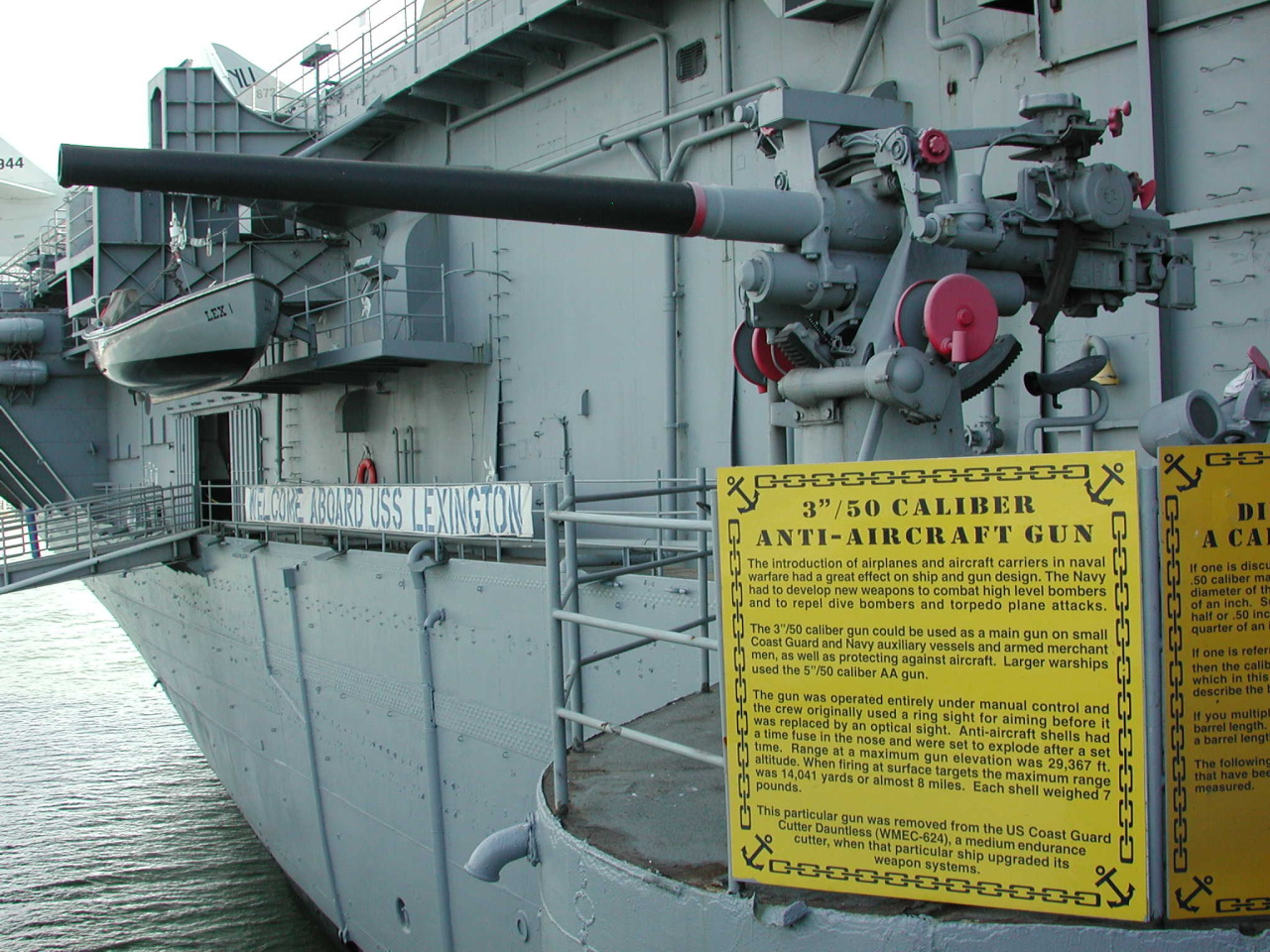
Pháo phòng không 3 inch/50 caliber

## Phần thưởng
Thủy thủ đoàn của Lexington đã nhận được danh hiệu Đơn vị Tuyên dương Tổng thống do các hoạt động anh dũng chống lại quân Nhật và 11 Ngôi sao Chiến đấu khi tham gia các chiến dịch lớn trong Thế Chiến II, cùng các phần thưởng khác.
|  | Bronze star                             |                           |
|  | Silver star · Silver star · Bronze star |                           |
|  | Bronze star                             | Bronze star · Bronze star |
|  |                                         | Bronze star · Bronze star |

| Đơn vị Tuyên Dương Tổng thống                  | Đơn vị Tuyên dương Anh dũng Hải quân với 1 Ngôi sao Chiến trận           | Huân chương Viễn chinh Hải quân                                     |
| Huân chương Chiến dịch Hoa Kỳ                  | Huân chương Chiến dịch Châu Á-Thái Bình Dương với 11 Ngôi sao Chiến trận | Huân chương Chiến thắng Thế Chiến II                                |
| Huân chương Phục vụ Chiếm đóng Hải quân        | Huân chương Phục vụ Phòng vệ Quốc gia với 1 Ngôi sao Chiến trận          | Huân chương Viễn chinh Lực lượng Vũ trang với 2 Ngôi sao Chiến trận |
| Dãi băng Phục vụ Hoạt động Đăc biệt Tuần duyên | Đơn vị Tuyên dương Tổng thống Philippine                                 | Huân chương Giải phóng Philippine với 1 Ngôi sao Chiến trận         |